# Tootsi
Tootsi (em estoniano:  Tootsi vald) é um município rural estoniano localizado na região de Pärnumaa.